# 光明戏院
光明戏院，位于中国河北省沧州市河间市，2001年2月7日公布为河北省文物保护单位，2013年3月5日公布为第七批全国重点文物保护单位。